# Talismanul (roman de Walter Scott)
Talismanul (în engleză The Talisman) este unul dintre romanele Waverley ale lui Sir Walter Scott. Publicat în 1825 ca al doilea dintre Poveștile cruciaților (Tales of the Crusaders), este plasat în timpul celei de-a treia cruciade și se concentrează pe relația dintre Richard I al Angliei și Saladin.
Prima ediție a fost publicată ca parte a Tales of the Crusaders în Edinburgh de Archibald Constable and Co. la 22 iunie 1825. A fost anunțat pentru publicare de către Hurst, Robinson și Co. la Londra la aceeași dată, dar se pare că nu a apărut până la 11 iulie. Prețul a fost de două guinee (2£ 2 s sau 2,10 £). Ca toate romanele Waverley până în 1827, publicarea a fost anonimă. Nu există dovezi concludente că Scott a revenit asupra romanului până în primăvara anului 1831, când a revizuit textul și a oferit o introducere și note pentru ediția „Magnum”, care a apărut ca volumul 38 în iulie 1832. 
Ediția modernă standard, de J. B. Ellis împreună cu J. H. Alexander, P. D. Garside și David Hewitt, a fost publicată ca volumul 18b al Edinburgh Edition of the Waverley Novels în 2009: aceasta se bazează pe prima ediție cu amendamente în principal din manuscris; materialul „Magnum” apare în volumul 25b (2012).

## Rezumat
În timpul unui armistițiu în timpul celei de-a treia cruciade, Sir Kenneth și un emir sarazin călătoresc împreună spre peștera pustnicului Theodoric din Engaddi, unde Theodoric îi oferă lui Sir Kenneth câteva informații secrete. Emirul adoarme, iar ceilalți doi bărbați se duc la o capelă, unde Sir Kenneth își întâlnește vechea iubită, Lady Edith.

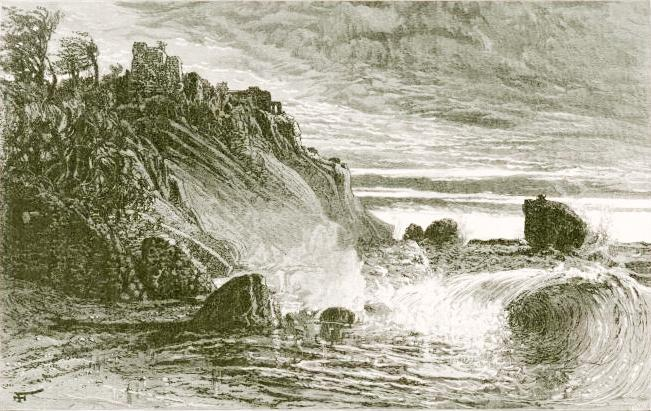
Ruinele din Ascalon, anii 1880

Sir Kenneth merge la Ascalon, unde regele Richard Inimă de Leu zace bolnav în cortul său. Sir Kenneth și regele discută despre vizita lui Sir Kenneth la capelă, iar un medic îi dă regelui câteva medicamente. În timp ce regele Richard doarme, Conrade de Montserrat, care dorește să devină rege al Ierusalimului, îl îndeamnă pe arhiducele Leopold al Austriei să-și pună steagul în centrul taberei. Regele se trezește și când descoperă ce a făcut Leopold, dă jos steagul. Filip al Franței îl convinge să transfere problema consiliului, iar lui Sir Kenneth i se cere să privească steagul englez până la răsăritul zilei. La scurt timp după miezul nopții, Sir Kenneth este ademenit sub pretenții false. Steagul este furat și câinele lui Sir Kenneth este rănit în mod deliberat.
Medicul lagărului îi spune lui Sir Kenneth că Sultanul Saladin dorește să se căsătorească cu Lady Edith. Sir Kenneth încearcă să-l avertizeze pe rege, dar regele nu-l crede și îl alungă de la curte pe Sir Kenneth. Sir Kenneth petrece câteva zile la curtea lui Saladin, deghizat ca sclav nubian. Saladin îl dă cadou regelui Richard pe Sir Kenneth deghizat. La scurt timp după aceea, Sir Kenneth, încă deghizat, îl salvează pe rege de la o tentativă de asasinat. El îi promite regelui Richard că poate descoperi cine a furat steagul.
La o procesiune a armatelor creștine și a conducătorilor acestora, câinele lui Sir Kenneth îl atacă pe marchizul Conrade, recunoscându-l pe marchiz drept omul care l-a rănit. Marchizul își trădează vinovăția exclamând: „Nu m-am atins niciodată de steag” și îl provoacă pe Rege la duel. Deoarece Regele nu are voie să participe la un duel, el îl alege pe Sir Kenneth drept campion. În timp ce se pregătește pentru duel, Regele descoperă că medicul său de curte era într-adevăr Saladin deghizat. De asemenea, se dezvăluie că Saladin a fost emirul pe care Sir Kenneth l-a întâlnit pe drum.
Sir Kenneth câștigă duelul și apoi se dezvăluie că, în loc să fie un cavaler modest, el este de fapt Contele de Huntingdon și Prințul Regal al Scoției. Acum că rangul său superior este recunoscut, el devine eligibil să se căsătorească cu Lady Edith. Regele Richard recunoaște inutilitatea continuării Cruciadei, având în vedere lipsa de sprijin din partea celorlalte armate creștine și superioritatea forțelor lui Saladin, și astfel Cruciada este abandonată.

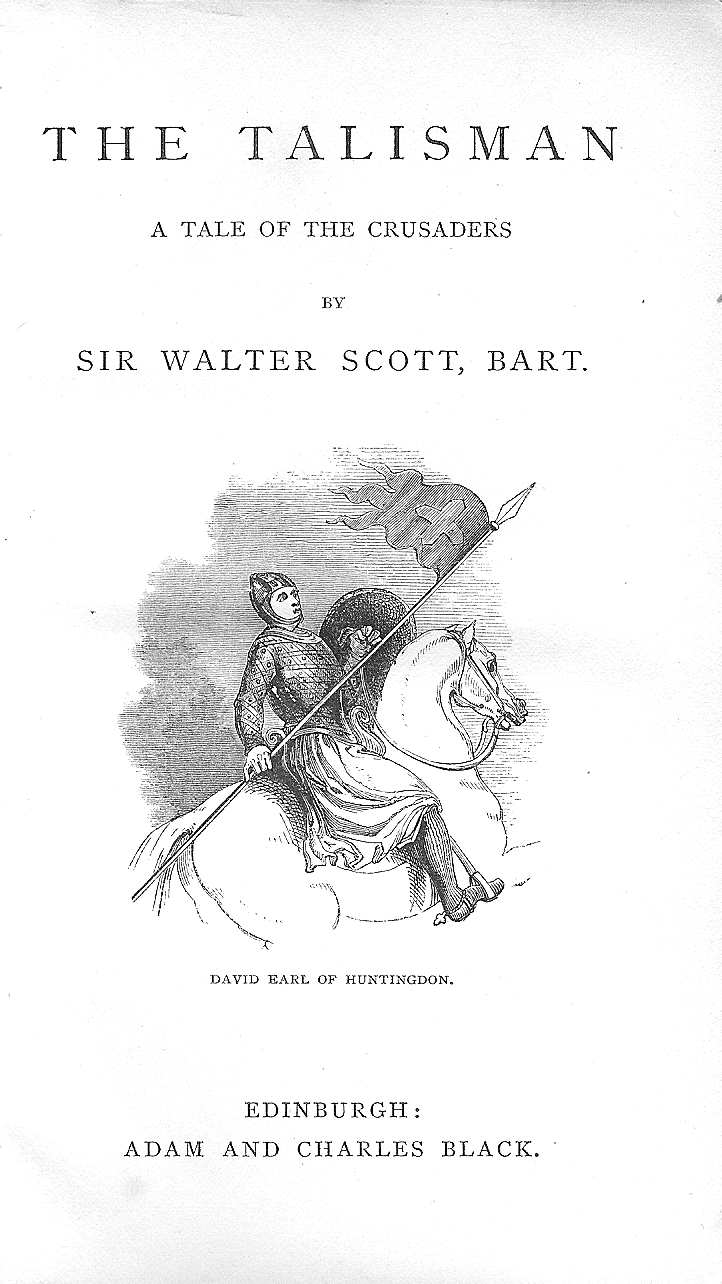
David Earl de Huntingdon, frontispiciu la ediția din 1863 de

## Personaje
Personajele principale sunt cu caractere aldine
- Sir Kenneth, apoi conte de Huntingdon
- Sultanul Saladin, alias Sheerkohf sau Ilderim (un emir) și Adonbec el Hakim (un medic)
- Teodoric din Engaddi, un pustnic
- Richard I, regele Angliei
- Lady Edith Plantagenet, ruda lui
- Blondel⁠(d), menestrelul lui
- Regina Berengaria, soția sa
- Lady Calista din Montgaillard, însoțitoarea ei (a lui Montfaucon în unele ediții)
- Necbatanus și Guenevra, piticii ei
- Sir Thomas de Vaux din Gisland
- Arhiepiscopul Tirului
- Giles Amaury, Marele Maestru al Templierilor
- Conrade, marchiz de Monserrat
- Leopold, arhiduce al Austriei
- Filip al II-lea, regele Franței
- Earl Wallenrode, un războinic maghiar
- Un marabout sau un derviș

## Rezumatul capitolelor
Volumul trei (din Poveștile cruciaților)
Cap.1: Kenneth și un emir [Sheerkohf sau Ilderim, Saladin incognito] se luptă lângă Marea Moartă și convin asupra unui armistițiu personal.
Cap.2: Kenneth și Sheerkohf intră în contrast atunci când ajung la oaza cunoscută sub numele de Diamantul deșertului. Ei își exprimă opiniile culturale diferite despre femei.
Cap.3: În timp ce continuă să dezbate, Sheerkohf povestește despre descendența sa din nemuritorii Genii. Ei îl întâlnesc pe pustnicul Engaddi și li se oferă un adăpost pentru noapte în chilia lui.
Cap.4: Intrând într-o capelă bogat decorată, Kenneth primește recunoașterea clandestină a unuia dintre coriste, doamna sa iubită Edith.
Cap.5: După slujbă, doi pitici, Nectanabus și Guenevra, intră în capelă: Engaddi îi dă afară și pleacă cu Kenneth.
Cap.6: Regele bolnav Richard și Sir Thomas de Vaux discută despre inactivitatea celorlalți cruciați și despre incapacitatea lor de a găsi un lider eficient.
Cap.7: Kenneth sosește și încearcă să-l convingă pe De Vaux (care nu este bine dispus față de scoțieni) că un medic maur trimis de Saladin, Adouban el Hakim [Saladin din nou deghizat], ar trebui să fie primit de Richard ca să-l trateze.
Cap.8: Richard îi spune lui De Vaux că îl va vedea pe El Hakim. De Vaux și Arhiepiscopul Tirului discută despre medic și primesc o demonstrație a priceperii sale. Arhiepiscopul este alarmat când află că Kenneth s-a întors.
Cap.9: Kenneth îi spune lui Richard că l-a căutat pe Engaddi, la ordinul consiliului cruciat, să acționeze pentru a asigura o pace de durată. Giles Amaury, Marele Maestru al Templierilor și Conrade de Montserrat îl îndeamnă pe Richard să nu aibă încredere în El Hakim, dar el bea paharul de apă pregătit de medic scufundând un talisman în ea.
Cap.10: Amaury și Conrade consideră că ambițiile lor vor fi cel mai bine servite de o retragere a Cruciaților, căreia Richard i se opune. Amaury sugerează să fie asasinat, dar ei sunt de acord că Conrade ar trebui să încerce mai întâi să stârnească disidența între Austria și Anglia.
Cap.11: Conrade îl trezește pe Leopold al Austriei, care își pune steagul alături de al lui Richard. Richard dă jos steagul austriac și pe contele Wallenrode și îi încredințează îngrijirea propriului steag lui Kenneth.
Cap.12: Nectanabus aduce un inel ca semn de convocare de la Edith și îl convinge pe Kenneth să lase steagul nesupravegheat.
Cap.13: Kenneth le aude pe doamnele regale discutând despre el în cortul lor: devine clar că a fost ademenit să părăsească steagul ca urmare a unui pariu al reginei, iar când este dezvăluit, Edith îl îndeamnă să se întoarcă la punctul de pază. El descoperă că steagul lui Richard a dispărut și că propriul său câine, Roswal, este rănit.
Volumul patru
Cap.1 (14): El Hakim se străduiește să-l îngrijească pe Roswal și îi spune lui Kenneth că Tire îi va sugera lui Richard un plan care să includă căsătoria lui Saladin și Edith ca parte a unui tratat de pace.
Cap.2 (15): Kenneth acceptă condamnarea regală la moarte pentru că a abandonat steagul.
Cap.3 (16): La îndemnul lui Edith, regina Berengaria acceptă să mijlocească la soțul ei pentru viața lui Kenneth.
Cap.4 (17): Berengaria și Edith, sprijiniți de Engaddi, obțin o suspendare temporară a execuției lui Kenneth.
Cap.5 (18): El Hakim obține o grațiere pentru Kenneth, care va deveni sclavul medicului. Engaddi dezvăluie un acord prin care se va ocupa de Leopold fără a implica violență și îi spune lui Richard propria sa istorie păcătoasă.
Cap.6 (19): Tire îi prezintă lui Richard planul de căsătorie, care nu este lipsit de recepție, dar decide să facă o singură încercare de a-și aduna aliații. Acest lucru este de succes. Amaury îi propune lui Conrade să angajeze un Charegite (aparținând unei secte islamice fanatice) pentru a-l elimina pe Richard.
Cap.7 (20): Doamnele regale decid să-i spună lui Richard adevărul despre abandonul steagului de către Kenneth, iar el o iertă pe Regina pentru comportamentul ei iresponsabil. Edith se plânge lui Richard de robia lui Kenneth. Un sclav nubian mut, Zohauk [Kenneth deghizat], sosește cu o scrisoare de la Saladin prin care-l prezintă cadou lui Richard. El este urmat de un derviș dansator [Charegite].
Cap.8 (21): Zohauk îl salvează pe Richard de la a fi asasinat de derviș. El se angajează (în scris) să dezvăluie identitatea hoțului de steaguri și indică că are un mesaj de transmis lui Edith de la Saladin.
Cap.9 (22): [Narațiunea retrogradează după cap. 18] El Hakim și sclavul său Kenneth au depășit în galop un grup de templieri.
Cap.10 (23): El Hakim se dezvăluie ca fiind emirul din capitolele de deschidere și aranjează ca scoțianul Kenneth, deghizat în Zohauk, să transmită mesajul lui Saladin către Edith.
Cap.11 (24): Roswal îl atacă pe Conrade, identificându-l drept hoțul de steaguri și se fac aranjamente pentru un duel între el și un campion regal.
Cap.12 (25): Richard, conștient că Zohauk este Kenneth, sugerează că poate deveni campionul său împotriva lui Conrade și îi trimite, escortat de Sir Henry Neville, scrisoarea lui Saladin către Edith. Deși ea îl recunoaște, el continuă ca mut așa cum a convenit cu Richard, iar ea îl respinge atât pe el, cât și scrisoarea.
Cap.13 (26): Blondel cântă piesa „The Bloody Vest” la cererea lui Richard, iar Edith îi spune regelui despre intenția ei de a respinge cererea lui Saladin pentru mâna ei.
Cap.14 (27): Richard și adepții săi ajung la oaza Diamantul deșertului unde urmează să aibă loc duelul. Saladin își demonstrează îndemânarea cu un scimitar înainte de a dezvălui că era El Hakim. De Vaux îi arată regelui că Kenneth este gata să acționeze ca un campion, iar Edith că nu are niciun interes deosebit pentru el.
Cap.15 (28): Se fac pregătiri pentru luptă, iar Amaury încearcă să întărească hotărârea lui Conrade. Kenneth îl învinge și Richard anunță că a descoperit că scoțianul este Contele de Huntingdon. Amaury îl ucide pe Conrade pentru a-l împiedica să-și dezvăluie propria trădare, făcându-l pe Saladin să-l omoare la rândul său. Simțul lui Saladin al responsabilității sale ca conducător îl face să refuze oferta impetuoasă de luptă a lui Richard. Huntingdon și Edith se căsătoresc, Saladin trimițându-le cadou talismanul.

## Recepție
Doar câțiva recenzori nu au fost în ton cu primirea covârșitoare de entuziasm a romanului Talismanul. A fost, în general, clasat printre cele mai bune dintre romanele Waverley, cu admirație pentru bogăția sa orbitoare și culorile sale deosebite. Intriga a fost scrisă cu pricepere, iar personajele bine discriminate și interesante, cu Richard și Saladin remarcabil de complecși, iar Edith și De Vaux sunt ambii impresionanți. Doar un număr mic de oponenți au avut tendința de a considera lucrarea extravagantă și teatrală într-un sens prost.

## Film și televiziune
Filmul Cinemascope King Richard and the Crusaders (1954, r. David Butler) a fost bazat pe Talismanul.
În 1980, BBC a adaptat romanul ca o miniserie regizată de Richard Bramall.
Filmul epic Regatul Cerului (2005), regizat de Sir Ridley Scott și cu Orlando Bloom, Liam Neeson și Edward Norton, cu toate că are loc într-o perioadă anterioară, și-a bazat o parte din intriga sa pe Talismanul.

## Moștenire
În septembrie 1956, Căile Ferate Britanice au numit trenul expres de la ora 10, fără oprire, din Gara Londra King's Cross până la Edinburgh Waverley ca Talismanul. Edinburgh Waverley. 